# バカボン鈴木
バカボン鈴木（ばかぼんすずき、1956年9月28日 - ）は、日本のベーシスト。

## 略歴
1956年（昭和31年）、東京都生まれ。
中学校卒業後、僧侶を志し和歌山県の高野山高校に進学。真言宗の寺院である恵光院の弟子として住み込みながら高校に通う。
高校卒業後、高野山大学に進学し、同級生の影響で音楽と出会う。